# G-Unit Records
G-Unit Records är ett skivbolag för hiphop-artister och grundades av rapartisten 50 Cent samt hans manager Sha Money XL. Skivbolaget är ett dotterbolag till Interscope Records. I G-Unit Records stall finns endast hiphop-artister, primärt från New York men med ett par undantag.

## Artister
- 50 Cent
- Lloyd Banks
- Tony Yayo
- G-Unit (De tre artisterna ovan som grupp)
- Young Buck (tidigare medlem)
- The Game (musiker) (tidigare medlem)
- Olivia (tidigare medlem)
- Mobb Deep
- M.O.P. (Mash-Out Posse)
- Spider-Loc
- Ma$e
- Hot Rod
- Pauly D
- Rotimi